# 帆寄村
帆寄村（ほよりむら）は、日本の領有下において樺太に存在した村（指定町村）。
当該地域の領有権に関する詳細は樺太の項目を参照。現在はロシア連邦がサハリン州プガーチョヴォとして実効支配している。

## 概要
多来加湾（オホーツク海）に面していた。村内には樺太の秀峰の突岨（とっそ）山、馬群潭（まぐんたん）桜山や泥火山など自然に恵まれていた。

## 歴史
- 1915年（大正4年）6月26日 - 「樺太ノ郡町村編制ニ関スル件」（大正4年勅令第101号）の施行により行政区画として発足。元泊郡に所属し、豊原支庁元泊出張所が管轄。
- 1922年（大正11年）10月 - 管轄支庁が元泊支庁に変更。
- 1929年（昭和4年）7月1日 - 樺太町村制の施行により二級町村となる。
- 1942年（昭和17年）11月 - 管轄支庁が敷香支庁に変更。
- 1943年（昭和18年）4月1日
  - 「樺太ニ施行スル法律ノ特例ニ関スル件」（大正9年勅令第124号）が廃止され、内地編入。
  - 指定町村となる。
- 1945年（昭和20年）8月22日 - ソビエト連邦により占拠される。
- 1949年（昭和24年）6月1日 - 国家行政組織法の施行のため法的に樺太庁が廃止。同日帆寄村廃止。

## 村内の地名
| - 近幌（ちかほろ） - 蛯毛内（えびけない） - 白石沢（しろいしざわ） - 北登帆（きたのぼりっぽ） - 南登帆（みなみのぼりっぽ） - 辺計（べんけい） - 曽院（そういん） - 近幌沢（ちかほろざわ） | - 馬群譚浜（まぐんたんはま） - 中馬群譚（なかまぐんたん） - 上馬群譚（かみまぐんたん） - 馬群譚沢（まぐんたんざわ） - 槻水沢（つきみずさわ） - 樺沢（かばさわ） - 熊出沢（くまでざわ） - ニオイドマリ - モエレトマリ |

（）

## 地域

### 教育
以下の学校一覧は1945年（昭和20年）4月1日現在のもの。
- 樺太公立馬群潭国民学校
- 樺太公立浜馬群国民学校
- 樺太公立登帆国民学校
- 樺太公立近幌国民学校